# Duńscy posłowie do Parlamentu Europejskiego 2004–2009
Duńscy posłowie VI kadencji do Parlamentu Europejskiego zostali wybrani w wyborach przeprowadzonych 13 czerwca 2004.

## Lista posłów
Wybrani z listy Socialdemokraterne
- Ole Christensen
- Dan Jørgensen
- Poul Nyrup Rasmussen
- Christel Schaldemose, poseł do PE od 15 października 2006
- Britta Thomsen

Wybrani z listy Venstre
- Niels Busk
- Anne E. Jensen
- Karin Riis-Jørgensen

Wybrana z listy Socjalistycznej Partii Ludowej
- Margrete Auken

Wybrany z listy Konserwatywnej Partii Ludowej
- Christian Rovsing, poseł do PE od 29 listopada 2007

Wybrany z listy Duńskiej Partii Ludowej
- Mogens Camre

Wybrany z listy Ruchu Ludowego przeciw UE
- Søren Søndergaard, poseł do PE od 1 stycznia 2007

Wybrany z listy Ruchu Czerwcowego
- Hanne Dahl, poseł do PE od 9 maja 2008

Wybrany z listy Det Radikale Venstre
- Johannes Lebech, poseł do PE od 29 listopada 2007

Byli posłowie VI kadencji do PE
- Jens-Peter Bonde (wybrany z listy Ruchu Czerwcowego), do 8 maja 2008, zrzeczenie
- Ole Krarup (wybrany z listy Ruchu Ludowego przeciw UE), do 31 grudnia 2006, zrzeczenie
- Henrik Dam Kristensen (wybrany z listy Socialdemokraterne), do 14 października 2006, zrzeczenie
- Anders Samuelsen (wybrany z listy Det Radikale Venstre), do 26 listopada 2007, zrzeczenie
- Gitte Seeberg (wybrana z listy Konserwatywnej Partii Ludowej), do 26 listopada 2007, zrzeczenie